# Peter Marselis
Peter Marselis (zm. 1673) – kupiec pochodzący ze słynnego rodu niderlandzkiego z Hamburga; zrobił zawrotną karierę w Rosji, z którą wcześniej handlował jego ojciec, Gabriel Marselis. W 1629 przybył do państwa moskiewskiego, gdzie roztoczył szeroką działalność pośrednicząc w handlu z Europą. Zmonopolizował w Archangielsku skup tranu, łososia i drzewa masztowego. Wprowadził do Rosji uprawę róż. W 1639 przejął zakłady żelazne Andresa Winiusa pod Tułą, później uzyskał od cara koncesje na budowę nowych zakładów żelaznych nad Wagą, Szeksną i Kostromą. W 1669 uzyskał od cara Aleksego Michajłowicza koncesję na wydobycie rud żelaza na Zaonieżu w Karelii, jednak nie zdążył już jej zrealizować (udało się to później Duńczykowi, Heinrichowi Butenandtowi). 